# Distintivo di guerra della flotta d'alto mare
Il distintivo di guerra della flotta d'alto mare (in tedesco Flotten-Kriegsabzeichen), promosso dal comandante della Kriegsmarine il großadmiral Erich Raeder e istituito il 30 aprile 1941, è stato un distintivo onorifico della Germania nazista assegnato per importanti atti di valore della flotta tedesca contro quella britannica.

## Descrizione
Per essere ammessi a ricevere il distintivo si doveva avere un servizio di almeno dodici settimane su una nave da guerra con prova di distinzione e di buona condotta. Il numero di settimane richiesto poteva essere ridotto nel caso in cui venisse soddisfatta almeno una di queste condizioni: 
- ferita o morte durante la campagna di battaglia
- altissimi meriti in un determinato campo militare
- vittoria nell'azione bellica
- affondamento della propria nave durante l'azione bellica (come nel caso della Bismarck, dell'Admiral Graf Spee o del Blücher)
- partecipazione al naufragio del Rawalpindi da parte del Scharnhorst e del Gneisenau e l'affondamento di due navi mercantili a sud dell'isola di Jan Mayen da parte del Deutschland.
- partecipazione sul Tirpitz al momento dell'affondamento per colpa della Royal Air Force

Il premio veniva indossato sulla parte inferiore del taschino sinistro della divisa, sotto la Croce di Ferro di prima classe, o grado equivalente, in caso di aggiudicazione.